# Agrochola canicostata
Agrochola canicostata är en fjärilsart som beskrevs av Ludwig Carl Friedrich Graeser 1888. Agrochola canicostata ingår i släktet Agrochola och familjen nattflyn. Inga underarter finns listade i Catalogue of Life.